# Michaela Lesařová-Roubíčková
Michaela Lesařová-Roubíčková (19. dubna 1949, Praha) je česká grafička, výtvarnice, ilustrátorka, šperkařka a kreslířka. Věnuje se volné a užité grafice, ilustraci, kresbě, malbě, tkaní i trojrozměrným objektům z různých materiálů (šperky, módní a bytové doplňky, sklo). Michaela Lesařová-Roubíčková žije a tvoří v Praze.

## Rodinný background
Jejím otcem byl sklářský výtvarník René Roubíček, matkou byla sklářská výtvarnice Miluše Roubíčková (rozená Kytková). Pokračovateli sklářské tradice Reného a Miluše Roubíčkových je jak Michaela Lesařová–Roubíčková, tak i její syn Petr Šetlík, absolvent Vyšší odborné školy (VOŠ) sklářské v Novém Boru.

## Studia
Je absolventkou Vysoké školy uměleckoprůmyslové v Praze (rok: 1973; obor: grafika a ilustrace; ateliér profesora Karla Svolinského, Josefa Nováka a profesora Zdeňka Sklenáře).

## Charakter tvorby
- Michaela Lesařová-Roubíčková pracovala ve Středisku vědeckotechnických informací při Institutu klinické a experimentální medicíny (IKEM) v Praze.[6] Tady vytvářela kresby pro vědecké publikace.[2] A právě tyto vědecké ilustrace ji přivedly až ke spoluautorství učebnic nebo dokonce chirurgických atlasů.[6] Její tvorba má ale mnohem širší záběr (viz dále).[6]

- Ve svých grafikách si Michaela Lesařová-Roubíčková všímá událostí běžného dne.[2][7] Jejím oblíbeným tématem je i Praha v různých variacích.[7]

- Její grafický projev v sobě integrálně spojuje uměleckou a řemeslnou stránku do jedné osoby, pro kterou nekončí práce tím, že vytvoří tiskovou matrici, ale pokračuje dále vlastnoručním tiskem[6] (ve sklepě rodinného domku, kde bydlí).[4] Michaela Lesařová-Roubíčková ráda experimentuje,[6] vytvořila si vlastní techniky a postupy práce[6] za použití kombinovaných grafických technik.[4] Technologii suché jehly spojuje se střiháním, řezáním, pilováním či perforováním desek[2] (plechů), zatíraných různými způsoby ve fázi tisku v kombinaci se slepotiskem či monotypem.[4] Tak dociluje toho, že každý tisk je autorským originálem.[4] Konečný grafický list nakonec dotváří i během samotného procesu tisku a to řadou barevných a strukturních efektů.[4] Větší grafiky mnohdy experimentálně skládá a sestavuje netradičním postupem: soutiskem několika destiček na jeden větší formát, přičemž destičky jsou seřazeny tak, aby tvořily co nejpůsobivější barevnou a tvarovou kompozici.[4] Díla Michaely Lesařové-Roubíčkové dokládají její kladný vztah k barvám a jsou ukázkami toho, že s nimi umělkyně dokáže efektivně pracovat.[4] Její grafické listy odpovídají všem základním klasickým nárokům: dodržují požadavek reprodukovatelnosti, ale zároveň k němu přidávají i osobitý rys autorčiny unikátnosti, kterou nelze strojovým tiskem nikdy zopakovat.[4] Pod jejíma rukama tak vznikají koláže a soubory větších rozměrů i významů – neopakovatelné originály – obrazy zrozené užitím mnohdy i několika odlišných grafických technik.[6]

- Kromě grafických děl menších (komorních) rozměrů navrhla a realizovala i scénu pro pražské divadlo poezie Viola.[5][4]

- Počet výstav, které prezentovaly tvorbu Michaely Lesařové-Roubíčkové (zhruba od roku 1977, kdy vystavuje samostatně[2]) se blíží jednomu stu.[4] (viz níže). Kromě toho se zúčastnila i řady kolektivních výstav a mezinárodních soutěží.[4] Na nich získala i několik zahraničních ocenění (viz dále).[4]

- Její tvorbu lze nalézt nejen ve sbírkách UK v Praze,[3][2] ale i v mnoha státních i soukromých sbírkách prestižních galeriích doma i v cizině.[4]

## Ceny a vyznamenání (chronologicky)
- Ateliérová cena za nejlepší školní práce ve školním roce 1971–1972, Vysoká škola uměleckoprůmyslová (VŠUP) v Praze;[5]
- První cena za nové tendence v kresbě – XII. Premi, international de Dibuix Joan Miró, Barcelona, Španělsko, rok 1973;[5]
- Dvakrát cena mezinárodní soutěže Interexlibris, Frederikshavn, Dánsko, rok 1978 a rok 1982;[5]
- Cena Masarykovy akademie umění, Praha, rok 1992;[5]
- Kupkova cena, Praha, rok 1994;[5]
- Cena návštěvníků Galerie Hollar – komorní grafika, rok 2003;[5]
- Premio Poesia Prosae Arti figurative – sezione Pittura, Giardini-Naxos, Itálie, rok 2006;[5]
- Premio per la sezione "Grafica", Castel Camponeschi, Itálie, rok 2006.[5]

## Autorské výstavy (chronologicky)
1. 1977 – Michaela Lesařová Roubíčková: Grafika, Galerie mladých, U Řečických, Praha[3]
2. 1979 – Michaela Lesařová-Roubíčková: Drobná grafika, Vlastivědné muzeum, Olomouc[3]
3. 1983 – Michaela Lesařová: Grafika, Oblastní galerie v Liberci, Liberec[3]
4. 1987 – Michaela Lesařová-Roubíčková: Kresby, grafika, Výstavní síň Kulturního a vzdělávacího zařízení Městského Národního Výboru (MěstNV), Třebíč[3]
5. 1989 – Michaela Lesařová-Roubíčková: Grafika, Galerie Fronta, Praha[3]
6. 2001 – Michaela Lesařová-Roubíčková: Grafika, Galerie Knížecí dvůr, Hluboká nad Vltavou (České Budějovice)[3]
7. 2013 – Michaela Lesařová-Roubíčková: Grafika, Galerie Knížecí dvůr, Hluboká nad Vltavou (České Budějovice)[3]

## Kolektivní výstavy (chronologicky)
1. 1973 – Pražské motivy v grafice a kresbě, Galerie Hollar, Praha[3]
2. 1976 – Umění mladých. Přehlídka současného českého výtvarného umění mladých k 30. výročí založení Mezinárodního svazu studentstva, Praha[3]
3. 1977 – Pražské motivy v grafice, Galerie Hollar, Praha[3]
4. 1977 – Michaela Lesařová-Roubíčková: Grafika; Karel Šafář: Obrazy, grafika, Městské muzeum ve Volyni, Volyně (Strakonice)[3]
5. 1978 – Umění vítězného lidu. Přehlídka současného československého výtvarného umění k 30. výročí Vítězného února, Praha[3]
6. 1978 – 8. bienále užité grafiky Brno 1978, Mezinárodní výstava propagační grafiky a plakátu, Brno (Brno-město), Brno (Brno-město)[3]
7. 1979 – Václav Holoubek: Obrazy, Michaela Lesařová Roubíčková: Grafika, Výstavní síň MV SSM, Praha[3]
8. 1980 – Exlibris, Výstavní síň Umění-Knihy, Praha[3]
9. 1981 – I. salon Mikrofóra, Praha[3]
10. 1981 – Ex libris – soudobá knižní značka, Galerie d, Praha[3]
11. 1982 – II. salon Mikrofóra, Klub Dvojka, Praha[3]
12. 1982 – Novoročenky, Galerie d, Praha[3]
13. 1982 – 15 let Lyry Pragensis (1967–1982), Galerie Fronta, Praha[3]
14. 1982 – Poezie v ilustracích, Muzeum Prostějovska, Prostějov[3]
15. 1982 – Grafica checoslovaca, Instituto de Intercambio Cultural Mexicano-Checoslovaco, Ciudad de México[3]
16. 1983 – Salon grafiky, kreseb a keramiky, Okresní muzeum Plzeň-jih, Blovice (Plzeň-jih)[3]
17. 1984 – 25 gravats, Cercle Artístic de Sant Lluc, Barcelona[3]
18. 1985 – Vyznání životu a míru. Přehlídka československého výtvarného umění k 40. výročí osvobození Československa Sovětskou armádou, Praha[3]
19. 1985 – Alena Laufrová, Michaela Lesařová Roubíčková: Grafika, Galerie Zlatá ulička, Praha[3]
20. 1985 – Vyznání životu a míru. Přehlídka československého výtvarného umění k 40. výročí osvobození Československa Sovětskou armádou, Dom kultúry, Bratislava[3]
21. 1986 – Grafické techniky II. Tisk z hloubky, Galerie d, Praha[3]
22. 1987 – Současné české exlibris, Kabinet ex libris Památníku národního písemnictví v Praze, Chrudim[3]
23. 1988 – Salón pražských výtvarných umělců '88, Park kultury a oddechu Julia Fučíka, Praha[3]
24. 1988 – Současné české exlibris, Galerie d, Praha[3]
25. 1989 – Současná česká grafika, Mánes, Praha[3]
26. 1991 – Kresba, Galerie Hollar, Praha[3]
27. 1991 – Slepice ve výtvarné sbírce MUDr. Jarmily Staňkové, Obecní úřad, Vysoký Chlumec (Příbram)[3]
28. 1992 – Grafika členů Sdružení českých umělců grafiků Hollar, Galerie moderního umění v Hradci Králové, Hradec Králové[3]
29. 1992 – Sdružení českých umělců grafiků Hollar: Členská výstava k 75. výročí založení, Mánes, Praha[3]
30. 1992 – Sdružení českých umělců grafiků Hollar (k 75. výročí založení), Oblastní galerie Vysočiny v Jihlavě, Jihlava[3]
31. 1993 – Inter-Kontakt-Grafik – Praha ’93, Mánes, Praha[3]
32. 1993 – Exposition de l´Association de la gravure tcheque Hollar[3]
33. 1995 – Kresba ’95, Galerie Hollar, Praha[3]
34. 1995 – Variace pro dvě nohy – Boty – klasický doplněk v pojetí českých a slovenských výtvarníků, Galerie U prstenu, Praha[3]
35. 1995 – Karel Svolinský a jeho žáci, Galerie Hollar, Praha[3]
36. 1996 – Komorní grafika, Galerie Hollar, Praha[3]
37. 1997 – Lyra Pragensis. Grafika, bibliofilie, Galerie Hollar, Praha[3]
38. 1997 – Šlí party, Galerie U prstenu, Praha[3]
39. 1997 – III. Praha graphic '97, Galerie Fronta, Praha[3]
40. 1997 – Hollar 80 (1917 - 1997). Grafická tvorba členů SČUG Hollar k 80. výročí založení, Staroměstská radnice, Praha[3]
41. 1997 – Sdružení českých umělců grafiků Hollar: Výběr z grafické tvorby 1997, Muzeum a Pojizerská galerie Semily, Semily[3]
42. 1998 – Díla českých výtvarných umělců darovaná Univerzitě Karlově k 650. výročí jejího založení, Karolinum, Praha[3]
43. 1998 – Krajina a prostor, Galerie Hollar, Praha[3]
44. 1998 – Praha v grafice, Sdružení českých umělců grafiků Hollar, Praha[3]
45. 1999 – Jubilanti 1999, Galerie Hollar, Praha[3]
46. 1999 – Současná česká ilustrace, Galerie Hollar, Praha[3]
47. 2000 – I. Žižkovský výtvarný salon, Atrium na Žižkově – koncertní a výstavní síň, Praha[3]
48. 2000 – 6. Festival komorní grafiky, Galerie Hollar, Praha[3]
49. 2001 – Exlibris, Galerie Hollar, Praha[3]
50. 2001 – Vltavotýnské výtvarné dvorky 2001, Městská galerie Art Club, Týn nad Vltavou (České Budějovice)[3]
51. 2001 – 7. festival komorní grafiky, Galerie Hollar, Praha[3]
52. 2001 – Lesařová Roubíčková Michaela – Grafika (Hluboká nad Vltavou)[4]
53. 2002 – 8. Festival komorní grafiky, Galerie Hollar, Praha[3]
54. 2002 – Prodejní vánoční výstava 2002 (Hluboká nad Vltavou)[4]
55. 2003 – Vltavotýnské výtvarné dvorky 2003, Městská galerie Art Club, Týn nad Vltavou (České Budějovice)[3]
56. 2003 – 9. Festival komorní grafiky, Galerie Hollar, Praha[3]
57. 2003 – Nadace Hollar k 50. výročí 2. lékařské fakulty UK v Praze, Karolinum, Křížová chodba, Praha[3]
58. 2004 – Jubilanti Hollaru 2004, Galerie Hollar, Praha[3]
59. 2004 – Jubilanti Hollaru 2004, Galerie Špejchar, Chomutov[3]
60. 2004 – Díla členů Sdružení českých umělců grafiků Hollar k 10. výročí založení Nadace Preciosa, Oblastní galerie v Liberci, Liberec[3]
61. 2004 – Vltavotýnské výtvarné dvorky 2004, Městská galerie Art Club, Týn nad Vltavou (České Budějovice)[3]
62. 2004 – Letní kolektivní výstava (Hluboká nad Vltavou)[4]
63. 2004 – Grafické techniky 2, Lept, akvatinta, kombinovaná technika, Galerie Hollar, Praha[3]
64. 2004 – 10. Festival komorní grafiky, Galerie Hollar, Praha[3]
65. 2005 – Hudba ve výtvarném umění. Socha, malba, grafika, sklo, Galerie Pyramida, Praha[3]
66. 2005 – Grafické techniky 2, Lept, akvatinta, kombinovaná technika, Galerie Kulturního střediska Svět, Mladá Boleslav[3]
67. 2005 – Les arts graphiques tcheques, Galerie Audabiac, Audabiac[3]
68. 2005 – Vltavotýnské výtvarné dvorky 2005, Městská galerie Art Club, Týn nad Vltavou (České Budějovice)[3]
69. 2005 – 11. Festival komorní grafiky, Galerie Hollar, Praha[3]
70. 2005 – Vánoční inspirace 2005 (Hluboká nad Vltavou)[4]
71. 2005 – Grafické techniky 3, Rytina, suchá jehla, mezzotinta, Galerie Hollar, Praha[3]
72. 2006 – Grafické techniky 3, Rytina, suchá jehla, mezzotinta, Městský palác Templ (Galerie Templ), Mladá Boleslav[3]
73. 2006 – Vltavotýnské výtvarné dvorky 2006, Městská galerie Art Club, Týn nad Vltavou (České Budějovice)[3]
74. 2006 – XII. Festival komorní grafiky, Galerie Hollar, Praha[3]
75. 2007 – Vltavotýnské výtvarné dvorky 2007, Městská galerie Art Club, Týn nad Vltavou (České Budějovice)[3]
76. 2007 – Pocta Václavu Hollarovi: 400. výročí narození světoznámého českého grafika, 90. výročí založení Sdružení českých umělců grafiků, Clam-Gallasův palác, Praha[3]
77. 2008 – Vltavotýnské výtvarné dvorky 2008, Městská galerie U Zlatého slunce, Týn nad Vltavou (České Budějovice)[3]
78. 2009 – Grafika. Žáci VŠUP prof. Zdeňka Sklenáře, Bechyňská brána, Tábor[3]
79. 2009 – Vltavotýnské výtvarné dvorky 2009, Městská galerie U Zlatého slunce, Týn nad Vltavou (České Budějovice)[3]
80. 2010 – Vltavotýnské výtvarné dvorky 2010, Městská galerie U Zlatého slunce, Týn nad Vltavou (České Budějovice)[3]
81. 2010 – Pocta profesoru Zdeňku Sklenářovi, Galerie Hollar, Praha[3]
82. 2010 – XVI. Festival komorní grafiky, Galerie Hollar, Praha[3]
83. 2011 – Vltavotýnské výtvarné dvorky 2011, Městská galerie U Zlatého slunce, Týn nad Vltavou (České Budějovice)[3]
84. 2011 – Duchovní rozměr grafiky II. Pocta Sv. Anežce České, Galerie Hollar, Praha[3]
85. 2012 – Vltavotýnské výtvarné dvorky 2012, Městská galerie U Zlatého slunce, Týn nad Vltavou (České Budějovice)[3]
86. 2013 – Vltavotýnské výtvarné dvorky 2013, Městská galerie U Zlatého slunce, Týn nad Vltavou (České Budějovice)[3]
87. 2013 – Lesařová Roubíčková Michaela – Grafika (Hluboká nad Vltavou)[4]
88. 2014 – Jubilanti Hollaru 2014, Galerie Hollar, Praha[3]
89. 2014 – Vltavotýnské výtvarné dvorky 2014, XX. jubilejní ročník, Městská galerie U Zlatého slunce, Týn nad Vltavou (České Budějovice)[3]
90. 2015 – Vltavotýnské výtvarné dvorky XXI. ročník, Městská galerie U Zlatého slunce, Týn nad Vltavou (České Budějovice)[3]
91. 2017 – X a X let Pod sluncem, Městská galerie U Zlatého slunce, Týn nad Vltavou (České Budějovice)[3]
92. 2017 – Výstava kmenových autorů Galerie (Hluboká nad Vltavou)[4]
93. 2017 – Adventní a Vánoční inspirace 2017 (malba-grafika-keramika-sochy) (Hluboká nad Vltavou) [4]
94. nedatováno – Hosté Hollara, Sdružení českých umělců grafiků Hollar, Praha[3]